# Stor-Storsjöavan
Stor-Storsjöavan är en sjö i Bergs kommun i Jämtland och ingår i Ljungans huvudavrinningsområde. Sjön har en area på 0,0973 kvadratkilometer och ligger 651,3 meter över havet.

## Delavrinningsområde
Stor-Storsjöavan ingår i det delavrinningsområde (697769-138074) som SMHI kallar för Utloppet av Stor-Storsjöavan. Medelhöjden är 681 meter över havet och ytan är 2,88 kvadratkilometer. Det finns inga avrinningsområden uppströms utan avrinningsområdet är högsta punkten. Vattendraget som avvattnar avrinningsområdet har biflödesordning 3, vilket innebär att vattnet flödar genom totalt 3 vattendrag innan det når havet efter 295 kilometer. Avrinningsområdet består mestadels av skog (87 procent). Avrinningsområdet har 0,15 kvadratkilometer vattenytor vilket ger det en sjöprocent på 5,3 procent.